# زولتان كوفاجو
زولتان كوفاجو (بالمجرية: Kővágó Zoltán)‏ مواليد 10 أبريل 1979، هو رامي قرص مجري. شارك في دورة الألعاب الأولمبية وحصل على الميدالية الفضية.

## سجل المنافسة
| العام      | المسابقة                                  | المكان                | المركز         | ملاحظة     |            |
| يمثل المجر | يمثل المجر                                | يمثل المجر            | يمثل المجر     | يمثل المجر | يمثل المجر |
| ---------- | ----------------------------------------- | --------------------- | -------------- | ---------- | ---------- |
| 1996       | بطولة العالم للناشئين لألعاب القوى 1996   | سيدني، أستراليا       | 4              | 53.72 م    |            |
| 1998       | بطولة العالم للناشئين لألعاب القوى 1998   | آنسي، فرنسا           | 1              | 59.36 م    |            |
| 1998       | بطولة أوروبا لألعاب القوى 1998            | بودابست               | 22             | 56.89 م    |            |
| 1999       | بطولة أوروبا لألعاب القوى تحت 23 سنة 1999 | غوتنبرغ، السويد       | 6              | 58.51 م    |            |
| 2000       | الألعاب الأولمبية الصيفية 2000            | سيدني                 | —              |            |            |
| 2001       | بطولة أوروبا لألعاب القوى تحت 23 سنة 2001 | أمستردام، هولندا      | 1              | 63.85 م    |            |
| 2001       | بطولة العالم لألعاب القوى 2001            | إدمونتون              | 20             | 58.42 م    |            |
| 2002       | بطولة أوروبا لألعاب القوى 2002            | ميونخ، ألمانيا        | 7              | 63.63 م    |            |
| 2004       | الألعاب الأولمبية الصيفية 2004            | أثينا                 | 2              | 67.04 م    |            |
| 2004       | نهائي ألعاب القوى العالمي 2004            | مونت كارلو، موناكو    | 2              | 64.09 م    |            |
| 2005       | بطولة العالم لألعاب القوى 2005            | هلسنكي، فنلندا        | 10             | 62.94 م    |            |
| 2005       | نهائي ألعاب القوى العالمي 2005            | مونت كارلو، موناكو    | 3              | 65.65 م    |            |
| 2007       | بطولة العالم لألعاب القوى 2007            | أوساكا، اليابان       | 9              | 63.04 م    |            |
| 2008       | الألعاب الأولمبية الصيفية 2008            | بكين، الصين           | 21             | 60.79 م    |            |
| 2009       | بطولة العالم لألعاب القوى 2009            | برلين، ألمانيا        | 6              | 65.17 م    |            |
| 2010       | بطولة أوروبا لألعاب القوى 2010            | برشلونة، إسبانيا      | 20             | 59.04 م    |            |
| 2011       | بطولة العالم لألعاب القوى 2011            | دايغو، كوريا الجنوبية | 15             | 62.16 م    |            |
| 2012       | بطولة أوروبا لألعاب القوى 2012            | هلسنكي، فنلندا        | جرد من الأهلية | 66.42 م    |            |
| 2015       | بطولة العالم لألعاب القوى 2015            | بكين                  | 18             | 61.37 م    |            |

## روابط خارجية
- زولتان كوفاجو على موقع الاتحاد الدولي لألعاب القوى (الإنجليزية)
- زولتان كوفاجو على موقع الاتحاد الأوروبي لألعاب القوى (الإنجليزية)
- زولتان كوفاجو على موقع الدوري الماسي (الإنجليزية)
- زولتان كوفاجو على موقع اللجنة الأولمبية الدولية (الإنجليزية)
- زولتان كوفاجو على موقع أوليمبيديا (الإنجليزية)
- زولتان كوفاجو على موقع اللجنة الأولمبية المجرية (الهنغارية)